# Lanercost Priory

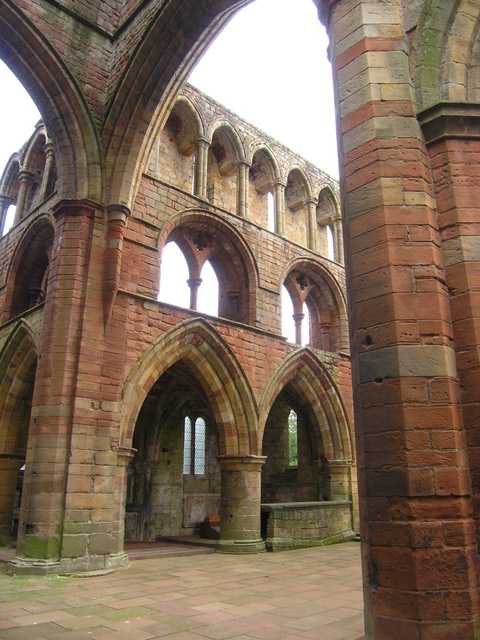
Lanercost Priory

Die Lanercost Priory ist eine ehemalige Priorei und späteres Herrenhaus im Dorf Lanercost in der englischen Grafschaft Cumbria, in Sichtweite des Naworth Castle. Die Priorei wurde zwischen 1165 und 1174 (vermutlich 1169) von Robert de Vaux als Stift für augustinische Kanoniker gegründet. Mit Naworth Castle bestanden lange enge Verbindungen.
Heute wird die Abtei von English Heritage verwaltet und ist öffentlich zugänglich.

## Frühe Jahre
Das wahrscheinlichste Gründungsjahr ist 1169; in jedem Falle wurde die Priorei zwischen 1165 und 1174 gegründet, wie eine Charta ausweist. Sie wurde der Heiligen Maria Magdalena geweiht, was in dieser Region unüblich war.
Es scheint, dass die Vorbereitungen zur Gründung der Priorei bei Ausstellung der Gründungscharta schon weit fortgeschritten waren, anders als bei den Prioreien Wetherall und St Bees. Robert de Vaux gab das Gelände von Lanercost „zwischen der alten Mauer und Irthing und zwischen Burth und Poltros, die Gemeinde von Walton in den genannten Grenzen, die Kirche dieser Gemeinde mit der Kapelle von 'Treverman', die Kirchen von Irthington, Brampton, Carlaton und Farlam.“ Die Gründungscharta führt aus, dass er die Schenkung um Heinrichs II. willen und für das Seelenheil seines Vaters Hubert und seiner Mutter Grace machte.

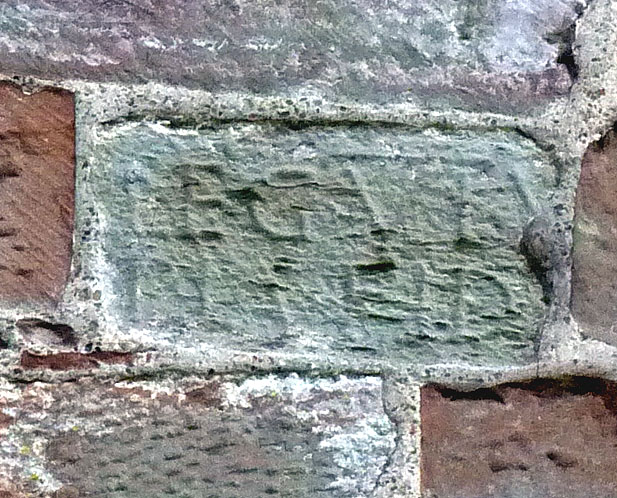
Römische Inschrift über die Anwesenheit der Legio VI Victrix am Hadrianswall, heute in eine Mauer der Priorei eingebaut.

Bald nach der Gründung des Hauses gewährte Robert de Vaux den Kanonikern das Recht zur freien Wahl ihres Priors, jeweils nach dem Tod des amtierenden Priors.
Der größte Teil der Kirchengebäude stammt vom Ende des 13. Jahrhunderts, es gibt aber auch Beweise für frühere Bautätigkeit. Die Gebäude der Priorei wurden zumindest zum Teil aus Steinen des Hadrianswalls gebaut, einige der Steine im Mauerwerk sind an römischen Inschriften zu erkennen.

## Besucher und Plünderer
Die Nähe zu Schottland hatte unausweichlich einen Einfluss auf die Geschicke der Priorei. Sie war das Ziel schottischer Attacken als Antwort auf englische Angriffe. Nach dem Ausbruch der schottischen Unabhängigkeitskriege wurde die Situation akut. 1296 lagerte die schottische Armee in Lanercost, nachdem sie die Priorei Hexham und das Nonnenkloster in Lambley niedergebrannt hatte. Die Schotten wurden gestört, bevor großer Schaden entstehen konnte, und zogen sich durch Nicolforest zurück, nachdem sie einige Häuser des Klosters, aber nicht die Kirche, niedergebrannt hatten. Ähnliche Beutezüge unter William Wallace wurden im Folgejahr fortgesetzt und führten zu englischen Rufen nach Vergeltung.
Eduard I. besuchte die Priorei mehrere Male gegen Ende seiner Regierungszeit. Im Herbst 1280 kam er in Gesellschaft von Königin Eleonore auf ihrem Weg nach Newcastle vorbei. Die Kanoniker empfingen ihn am Tor in ihren Gewölben und, auch wenn er nur wenige Tage blieb, so fand er doch Zeit, 200 Hirsche und Hirschkühe im Wald von Inglewood zu erjagen. Im Jahre 1300 weilte Edward auf seinem Weg zur Belagerung von Caerlaverock Castle eine kurze Zeit in Lanercost.
Eduards letzter Besuch fand 1306 statt, als er aus Alters- und Krankheitsgründen in einer von Pferden getragenen Sänfte reiste und von Königin Margarethe begleitet wurde. Er traf an Michaeli ein und blieb bis zum folgenden Osterfest. Dies waren sechs Monate, was für die Priorei eine große Bürde darstellte. Während seines Aufenthaltes schickte er die Brüder von Robert Bruce und andere schottische Gefangene nach Carlisle zur Hinrichtung.
Dieser letzte königliche Besuch brauchte die finanziellen Reserven der Priorei auf und die Kanoniker bettelten um eine Kompensation hierfür, aber ein Geschäft zur Erlangung der Kirche von 'Hautwyselle', die etwa 100 Mark im Jahr erbrachte, fiel durch. Aber der König gewährte der Priorei die Aneignung der Kirchen von Mitford in Northumberland und Carlatton in Cumberland als Ersatz ihrer Aufwendungen. In einem Brief an den Papst begründete Eduard seine Großzügigkeit mit seiner speziellen Verehrung für Maria Magdalena, seinem langen Aufenthalt wegen seiner Krankheit und dem Willen, die Schäden durch die Überfälle der Schotten wiedergutmachen zu wollen. Eduard starb kurz darauf im Juli 1307 in Burgh by Sands, als er immer noch gegen die Schotten kämpfte.

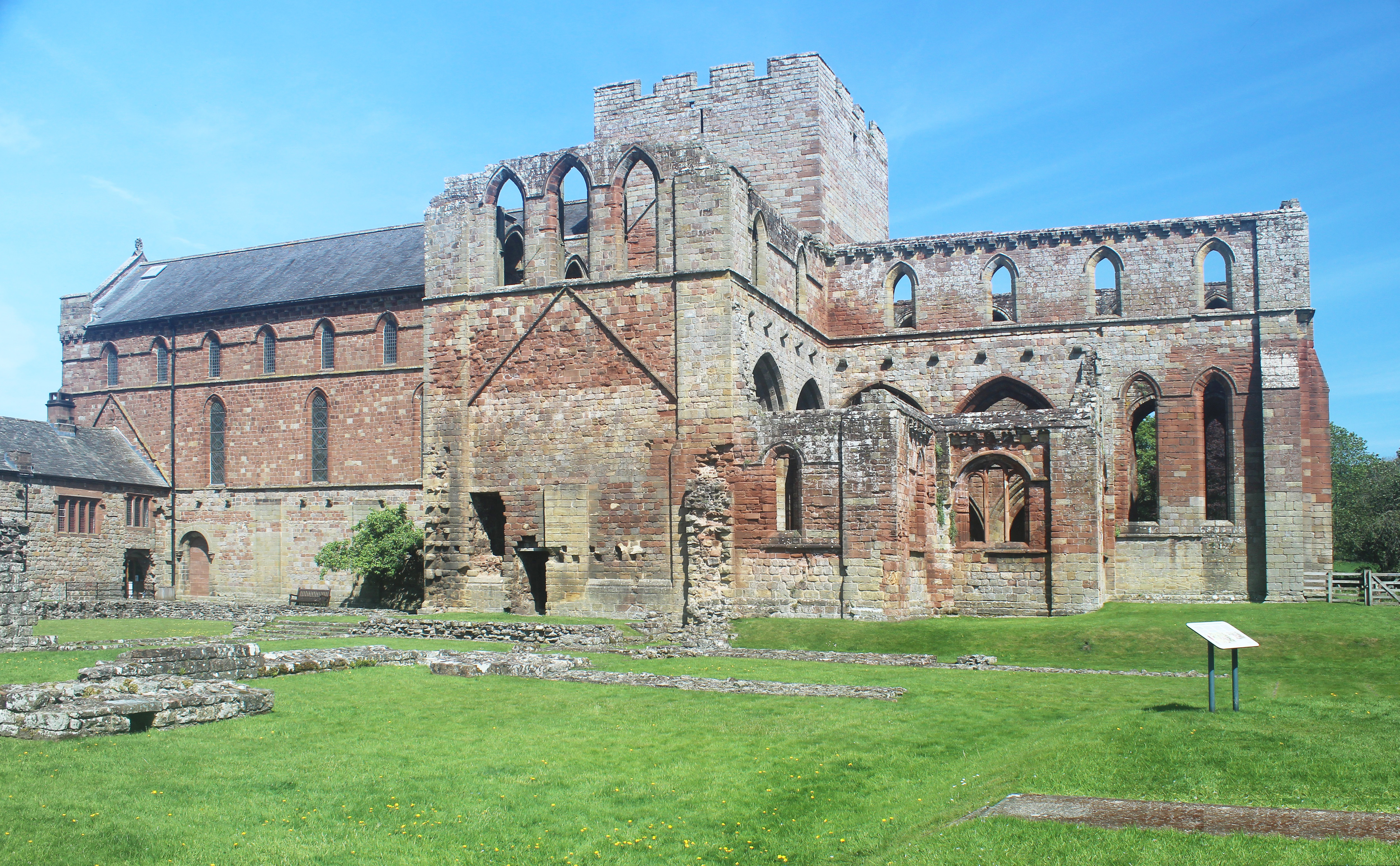
Lanercost Priory von Süden. Die Fundamente der Konventsgebäude liegen im Vordergrund.

Im August 1311 kam Robert Bruce, König von Schottland, mit seiner Armee und lagerte drei Tage lang bei der Priorei, wobei er „unglaubliche Untaten beging“ und einige Kanoniker einsperrte, später aber wieder freiließ. Im Gegensatz dazu fand 1328 in Erfüllung des Vertrages zwischen Bruce und Eduard III. ein gegenseitiger Austausch von guten Geschäften zwischen der Priorei Lanercost und der Kelso Abbey in Bezug auf die gemeinsamen Einkünfte der Kirche von Lazonby statt.
Später jedoch, 1346, plünderte David II. die Gebäude des Konventes und entweihte die Kirche. Frisch von Umsturz von Liddel kommend „betrat er den heiligen Ort mit Hochmut, warf die Kessel aus dem Tempel, stahl die Kostbarkeiten, brach die Türen auf, nahm die Juwelen und zerstörte alles, dessen er habhaft werden konnte.“ Noch 1386 wurde ein Prior von den Schotten gefangen genommen und gegen ein Lösegeld und vier Vierteln Getreide wieder freigelassen.
Die Geschicke der Priorei waren immer mit dem Stand des Kriegsglückes und Überfällen an der Grenze verbunden. Vor dem Ausbruch der Unabhängigkeitskriege 1296 war die Priorei in relativ gesicherten Umständen und das jährliche Einkommen des Hauses betrug gemäß einer Aufstellung von Papst Nikolaus IV. 1291 insgesamt £ 74 12 s 6 d. Aber durch die Besteuerung von 1318 war sein Wert fast auf Null gefallen.

## Die Pfarrkirche
Die Lanercost Priory wurde 1538 von König Heinrich VIII. aufgelöst und die Konventsgebäude abgedeckt. Ausgenommen davon war die Kirche, die als Pfarrkirche diente. Ende des 17. Jahrhunderts verfiel das Hauptschiff, denn die Gemeinde nutzte nur den Nordflügel, der neu eingedeckt worden war.
1747 wurde auch das Hauptschiff neu eingedeckt, aber 1847 befand sich die ganze Priorei in einem solchen Zustand des Verfalls, dass der Ostteil des Daches einstürzte. 1849 aber war die Kirche nach einer umfangreichen Restaurierung durch Anthony Salvin wieder in Gebrauch. In den 1870er-Jahren wurden vom Architekten C. J. Ferguson aus Carlisle weitere Restaurierungen durchgeführt.
Mit der Auflösung der englischen Klöster 1538 fiel das Eigentum an der Priorei an die Familie Dacre und dann Anfang des 18. Jahrhunderts an die Familie Howard. 1929 wurden die Ruinen der Priorei in öffentliches Eigentum überführt und heute werden sie von English Heritage verwaltet.

## Architektur

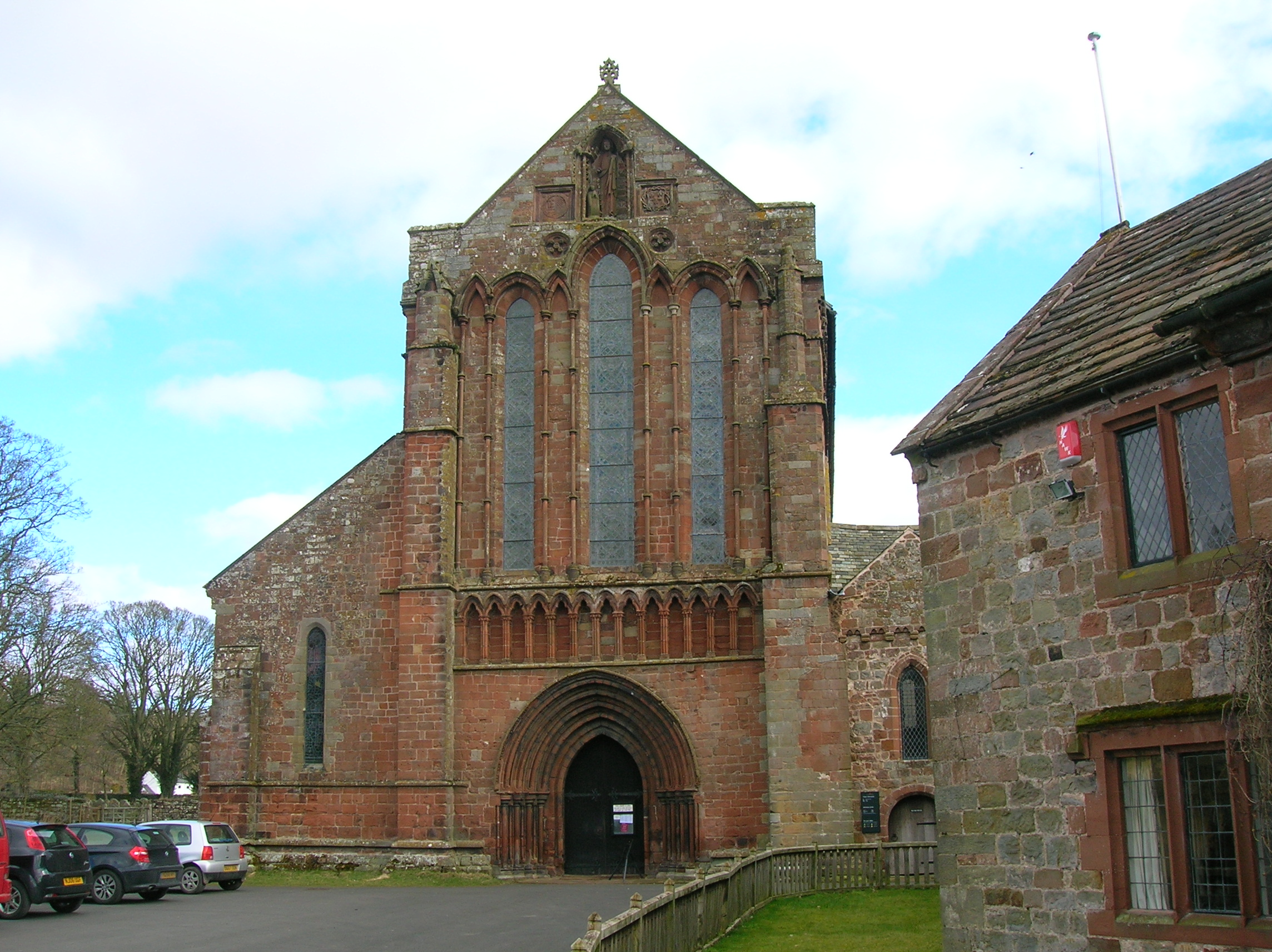
Westfassade mit der Statue von Maria Magdalena

Das Hauptschiff der Kirche hat einen Nordflügel, aber im Süden eine große Wand ohne zusätzlichen Flügel, wo sie ans Kloster anschließt. Der beeindruckende, heute in Ruinen liegende Chor und Mittelteil von etwa 1220–1230 befindet sich bis auf Traufhöhe in gutem Erhaltungszustand und benötigten nur ein Dach und Fenster, um einen originalen Zustand zu erstehen. Das älteste Mauerwerk findet sich im südlichen Querschiff und stammt vom Ende des 12. Jahrhunderts. Das Kloster und die Bauten des Konventes wurden größtenteils abgerissen, mit Ausnahme des Westteils, das von Sir Thomas Dacre im 16. Jahrhundert in ein Herrenhaus umgewandelt wurde. Das ehemalige Herrenhaus dient heute als Pfarrhaus.
Die Statue der Maria Magdalena, die von König Eduard I. gestiftet wurde, ist bis heute in einer Nische hoch an der Westfassade erhalten. Ein Dossal, ein besticktes Wandtuch, das 1881 von William Morris gestaltet wurde, wurde einer Restaurierung unterzogen, bevor es 2013/2014 wieder hinter dem Altar aufgehängt wurde.

## Denkmäler
In der Priorei gibt es ein ungewöhnliches mittelalterliches steinernes Denkmal namens Lanercost Cross mit einer Inschrift, die auf das Jahr 1214 zurückgeht. Ursprünglich stand das Kreuz direkt vor dem Eingang zur Kirche. Heute ist dort nur noch der Stumpf des Kreuzes erhalten, aber der Hauptteil wird in der Priorei aufbewahrt.
Im Kirchhof lief das Grab von Thomas Addison, eines Wissenschaftlers und Arztes. Im Kirchenschiff befindet sich ein Denkmal von Reverend Henry Whitehead, den früheren Vikar von Lanercost, der für seine bahnbrechende Arbeit über die Epidemiologie der Cholera zusammen mit John Snow bekannt ist.
Humphrey Dacre, 1. Baron Dacre, und seine Witwe Mabel wurden beide im 15. Jahrhundert in der Priorei begraben.